# Kenai Peninsula Borough
Kenai Peninsula Borough is een borough in de Amerikaanse staat Alaska.
De borough heeft een landoppervlakte van 41.474 km² en telt 49.691 inwoners (volkstelling 2000). De hoofdplaats is Soldotna.